# إدي براون (لاعب كرة قدم أمريكية)
إدي براون (بالإنجليزية: Eddie Brown) هو لاعب كرة قدم أمريكية أمريكي، ولد في 19 فبراير 1952 في جاسبر في الولايات المتحدة.

## وصلات خارجية
- إدي براون على موقع مرجع كرة القدم المحترفة.كوم (الإنجليزية)
- إدي براون على موقع JustSportsStats.com (الإنجليزية)